# Serra de Cerdanyola
La Serra de Cerdanyola és una serra situada al municipi de Sagàs a la comarca del Berguedà, amb una elevació màxima de 570 metres.